# Celtus Dossou-Yovo
Celtus Williams Abiola Dossou Yovo, (* 1. dubna 1986) je beninský zápasník–judista. Na mezinárodní scéně se objevuje od roku 2015. V roce 2016 se na něho úsmálo štěstí v podobě africké kontinentální kvóty pro účast na olympijských hrách v Riu. V první kole způsobil jednu ze senzací judistických soutěží, když koncem první minuty okontroval sode-curikomi-goši Portugalce Célia Diase technikou tani-otoši a zvítězil na ippon. Ve druhém kole již nestačil na Švéda Marcuse Nymana, kterému podlehl v boji na zemi po nasazeném škrcení.